# Tullio De Rosa
Tullio De Rosa, né le 14 octobre 1923 à Spilimbergo et mort en 1994 à Conegliano, est un œnologue italien. 

## Biographie
Après avoir obtenu son diplôme à Bologne en 1947, De Rosa a commencé à enseigner en 1966 à l'Istituto Sperimentale di Enologia de Conegliano (qui faisait autrefois partie de la Scuola Enologica di Conegliano (it)), qu'il a dirigé pendant plusieurs années. 
Parmi sa vaste bibliographie, les titres les plus importants comprennent les manuels classiques Tecnologia dei Vini Bianchi (Technologie de production des vins blancs), Tecnologia dei Vini Spumanti (Technologie de production des vins mousseux), Tecnologia dei Vini Rossi (Technologie de production des vins rouges) et Tuttovini (traduit en plusieurs langues), ainsi que la collection de romans autobiographiques Andar Per Vini qui, dans la première édition de 1970, était accompagnée d'illustrations de l'artiste italien Renato Varese. En 2011, le livre posthume Guida alla degustazione del vino : la valutazione edonistica. Concetti propedeutici e formativi esposti in maniera utilizzabile da un ampio ambito di lettori (initialement manuscrit par De Rosa pendant ses derniers jours de maladie entre juin et août 1994) a finalement été publié conjointement par l'Institut microbiologique de Rauscedo et Faenza Editore.

## Publications
- (it) Avec Italo Cosmo, Manuale di enologia: guida del buon cantiniere, Edizioni Agricole, 1960 (présentation en ligne).
- (it) Andar per vini, Tacchini, 1970 (présentation en ligne).
- (it) Tecnologia dei vini spumanti, AEB, 1978 (ISBN 978-88-7027-010-5, présentation en ligne).
- (it) Tecnologia dei vini rossi, AEB, 1983 (ISBN 978-88-7027-023-5, présentation en ligne).
- (it) Enologia nelle piccole cantine, Edagricole, 1984 (ISBN 978-88-206-2291-6, présentation en ligne).
- (it) Tecnologia dei vini bianchi, AEB, 1985 (ISBN 978-88-7027-001-3, présentation en ligne).
- (it) Tecnologia dei vini liquorosi e da dessert, AEB, 1987 (ISBN 978-88-7027-037-2, présentation en ligne).
- (it) Tuttovini, Mondadori, 1990 (ISBN 978-88-04-32537-6, présentation en ligne).
- (it) Avec Roberto Castagner, Tecnologia delle grappe e dei distillati d'uva, Edagricole-New Business Media, 1994 (ISBN 978-88-206-3750-7, présentation en ligne).
- (it) La degustazione del vino. Guida alla degustazione del vino. La valutazione edonistica, Faenza Scientifics, 2011 (ISBN 978-88-97506-09-6, présentation en ligne).